# Bhesa ceylanica
Bhesa ceylanica es una especie de planta de flores perteneciente a la familia  Celastraceae. Es endémica de Sri Lanka.  